# Neoclytus zonatus
Neoclytus zonatus är en skalbaggsart som beskrevs av Martins och Maria Helena M. Galileo 2008. Neoclytus zonatus ingår i släktet Neoclytus och familjen långhorningar.
Artens utbredningsområde är Guatemala. Inga underarter finns listade i Catalogue of Life.